# Francis Wall Oliver
Francis Wall Oliver FRS ( 10 de mayo de 1864 - 14 de septiembre de 1951 ) fue un botánico, y paleobotánico británico. Fue profesor Quain de Botánica en la Escuela Universitaria de Londres de 1890 a 1925, y posteriormente Profesor de Botánica en la Universidad de El Cairo desde 1929 hasta 1935.

## Algunas publicaciones
- 1941. The sand-dune menace, with especial reference to Egypt. 8 pp.
- 1936. Letters: Limpsfield Common, Surrey, to Laurence Housman. 4 pp.

### Libros
- 1930. The Egyptian desert. Ed. Norfolk Naturalists' Trust and Norfolk & Norwich Naturalists' Soc. 81 pp.
- francis wall Oliver, james Bryce, frank Knowles. 1929. Rice grass: its economic possibilities. N.º 66 de Miscellaneous publications. Gran Bretaña, Ministerio de Agricultura y Pesca. 24 pp.
- alfred edward Carey, francis wall Oliver. 1918. Tidal lands: a study of shore problems. Ed. Blackie & son Ltd. 284 pp.
- 1917. The Exploitation of plants. Ed. J.M. Dent & Sons, Ltd. 170 pp.
- 1913. Makers of British botany: a collection of biographies by living botanists. Ed. Univ. Pr. 332 pp.
- 1909. On Physostoma elegans Williamson, an archaic tupe of seed from the Palaozoic rocks. 44 pp.
- 1904. On the Structure and Affinities of Stephanospermum, Brongniart, a Genus of Fossil Gymnosperm Seeds. Transactions of the Linnean Society of London. 40 pp.
- anton Kerner von Marilaun, francis Wall Oliver, mary frances Macdonald, marian Balfour Busk. 1902. The natural history of plants: their forms, growth, reproduction, and distribution. Volumen 2 de The Natural History of Plants. Ed. Blackie & son Ltd. Reeditó Barclay Press, Inc. 2010. 398 pp. ISBN 1-4446-9470-7
- 1893. On the effects of urban fog upon cultivated plants: The second report presented to the scientific committee of the Royal horticultural society. 14 de febrero de 1893. 59 pp.

## Honores
- Electo miembro de la Royal Society en 1905.[1]
- Medalla linneana en 1925

- La abreviatura «F.Oliv.» se emplea para indicar a Francis Wall Oliver como autoridad en la descripción y clasificación científica de los vegetales.[2]